# Aenictus hottai
Aenictus hottai är en myrart som beskrevs av Mamoru Terayama och Seiki Yamane 1989. Aenictus hottai ingår i släktet Aenictus och familjen myror. Inga underarter finns listade i Catalogue of Life.